# Contea di McIntosh (Dakota del Nord)
La contea di McIntosh in inglese McIntosh County è una contea dello Stato del Dakota del Nord, negli Stati Uniti. La popolazione al censimento del 2000 era di 3 390 abitanti. Il capoluogo di contea è Ashley.